# السادة (العدين)

تعديل مصدري - تعديل

السادة محلة تابعة لقرية المثاير، التابعة لعزلة جبل بحري بمديرية العدين إحدى مديريات محافظة إب في الجمهورية اليمنية.، بلغ تعداد سكانها 285 حسب تعداد اليمن لعام 2004.